# Phil Meheux
Phil Meheux est un directeur de la photographie britannique né le 17 septembre 1941 à Sidcup.
Il est le directeur photo de la plupart des films de Martin Campbell depuis 1988.
Il est membre de la British Academy of Film and Television Arts, et est président de la British Society of Cinematographers entre 2002 et 2006.

## Filmographie

### Télévision
- 1968 : All My Loving de Tony Palmer
- 1977 : The Emperor of Atlantis de John Goldschmidt
- 1982 : The Disappearance of Harry de Joseph Despins
- 1982 : Experience Preferred... But Not Essential de Peter Duffell
- 1983 : Those Glory Glory Days de Philip Saville
- 1984 : Nuits secrètes (Lace) de William Hale
- 1985 : Max Headroom d'Annabel Jankel et Rocky Morton
- 1986 : Act of Vengeance de John Mackenzie
- 1986 : Apology de Robert Bierman

### Cinéma
- 1976 : Exposé de James Kenelm Clarke
- 1977 : Let's Get Laid de James Kenelm Clarke
- 1977 : Black Joy d'Anthony Simmons
- 1979 : The Music Machine de Ian Sharp
- 1979 : Scum d'Alan Clarke
- 1980 : The First Day (court-métrage) de Marek Kanievska
- 1980 : Racket (The Long Good Friday) de John Mackenzie
- 1981 : La Malédiction finale (The Final Conflict) de Graham Baker
- 1982 : Commando (Who Dares Wins) de Ian Sharp
- 1983 : Le Consul honoraire (The Honorary Consul) de John Mackenzie
- 1985 : Les Débiles de l'espace (Morons from Outer Space) de Mike Hodges
- 1987 : Le Quatrième protocole (The Fourth Protocol) de John Mackenzie
- 1988 : La Loi criminelle (Criminal Law) de Martin Campbell
- 1989 : Flic et Rebelle (Renegades) de Jack Sholder
- 1991 : Highlander - Le retour (Highlander II: The Quickening) de Russell Mulcahy
- 1991 : Sans aucune défense (Defenseless) de Martin Campbell
- 1992 : Ruby de John Mackenzie
- 1993 : The Trial (en) de David Hugh Jones
- 1993 : Le Tueur du futur (Ghost in the Machine) de Rachel Talalay
- 1994 : Absolom 2022 (No Escape) de Martin Campbell
- 1995 : GoldenEye de Martin Campbell
- 1997 : Le Saint (The Saint) de Phillip Noyce
- 1998 : Le Masque de Zorro (The Mask of Zorro) de Martin Campbell
- 1999 : Haute-voltige (Entrapment) de Jon Amiel
- 1999 : L'Homme bicentenaire (Bicentennial Man) de Chris Columbus
- 2003 : Sans frontière (Beyond Borders) de Martin Campbell
- 2004 : Le Tour du monde en quatre-vingts jours (Around the World in 80 Days) de Frank Coraci
- 2005 : La Légende de Zorro (The Legend of Zorro) de Martin Campbell
- 2006 : Casino Royale de Martin Campbell
- 2008 : Le Chihuahua de Beverly Hills (Beverly Hills Chihuahua) de Raja Gosnell
- 2011 : Les Schtroumpfs (The Smurfs) de Raja Gosnell
- 2015 : Bob l'éponge, le film 2 (The SpongeBob SquarePants 2) de Paul Tibbitt

## Distinctions
Il a été nommé en 2006 pour le prix de la meilleure photographie pour le film Casino Royale.